# Francisco de Melo Coutinho de Vilhena
TRAÇOS BIOGRÁFICOS GENEALÓGICOS  DOS  MELLO COUTINHO DE VILHENA DO MARANHÃO
O registro mais antigo que tem dos Melo Coutinho de Vilhena na historiografia maranhenses data de  do final do século XVIII quando o então Bacharel Henrique de Melo Coutinho de Vilhena de Alvelos(1) , natural da cidade de Vizeu de Portugal, ainda ocupando o cargo de Luiz de Fora da Vila de Azurara da Beira, Portugal, por Carte Régia de 21-11-1789 foi despachado para Ouvidor Geral(Corregedor da Comarca da Capital; Juiz dos Feitos da Real Fazenda) da Capitania do Maranhão para servir  por um período de 4 anos(05-07-1798 a 09-05-1802).
Em 27-10-1802(2)  o ex-Ouvidor solicitava ao Governador da Capitania do Maranhão, Dom Diogo de Souza, ser despachado para Desembargador da Relação de Bahia ou Rio de Janeiro. 
Em 28 de dezembro de 1807, tem-se registro como Juiz de Fora da Comarca de Feira(3) , Portugal, em correspondência com António de Araújo de Azevedo sobre o acolhimento feito às tropas espanholas na sua passagem pelo Minho onde assina sem Alvelos. A partir de 1818 aparece na historiografia baiana como Desembargador daquela relação.
Por outro lado, tem-se registro de membros da família na antiga Vila de Caxias das Aldeias da Província da Maranhão. Em 16 de março de 1827 quando Governador das Armas da Província do Maranhão, Coronel Conde de Escragnolle, em despacho do Quartel General do Campo de Ourique, assina promoções de militares de 2º Linha para o 2º Regimento de Milícia da Vila de Caxias comandado pelo Coronel João Paulo Dias Carneiro onde aparecem os seguintes militares (4):
Tenente Quartel Mestre para Pedro de Melo Coutinho de Vilhena; 
Tenente Diogo de Melo Coutinho de Vilhena; e para Alferes Antônio de Melo Coutinho de Vilhena que alcançaria oposto de Major Antônio que por  consórcio com Joaquina Leonor de Melo foram pais de Alcebíades, Cyro e Doroteo de Melo Coutinho de Vilhena, todos nascidos em Caxias, proprietários de grandes latifúndios e escravaria às margens do rio Itapecuru, netos de Henrique de Mele Coutinho de Vilhena e Maria Henriqueta de Melo Coutinho de Vilhena. Alcebíades e Cyro encontram-se enterrados em Caxias no cemitério de São Benedito (lápides), sendo que este último fez empreendimentos e morou por alguns anos na florescente cidade de Barra do Corda no final do século XIX, retornando posteriormente para Caxias. Doroteo, mudou-se com toda família em princípios do século XX para Belém, atraído pelo ciclo da borracha, ali se fixando. 
Outros membros da família tiveram estada na vila de Caxias como: 
Dr. Fernando de Melo Coutinho de Vilhena, advogado: antes de falecer em 16-08-1855 em Caxias e ser enterrado na Igreja dos Remédio [O Farol de Caxias. Nº191], talvez por sofrer de enfermidade mental, tentou suicídio com golpe de navalha no pescoço em fevereiro de 1848, quase morreu [Correio da Tarde (RJ). n.55]. 
Sua Mãe consternada com sua morte trágica, Maria Henriqueta de Melo Coutinho de Vilhena(5), oferece-lhe um Soneto de lavre de seu primo Joaquim Jose da Silva Maçarona . Foi Secretário de Governo de Figueira de Melo 1844[Publicador Maranhense.n.155]; Vereador em Caxias (1844) e Membro do Instituto Histórico Geográfico de Paris (1839). Não há registro de seus genitores ou se é irmão ou primo do também Dr. Francisco e do Major Antônio  de Melo Coutinho de Vilhena.
Dr. Francisco de Melo Coutinho de Vilhena nascido em 07 de setembro 1818[Diário (MA). n.1331] na Vila de Caxias. Bacharel em Ciências Jurídicas e Sociais pela Faculdade do Recife(6)  na  turma 1837, filho de Henrique de Melo C. de Vilhena, casado com Fca Thereza de Carvalho Vilhena; e faleceu em São Luiz em 11-01-1880; foi 4º Vice Presidente da Província do Maranhão por 10 dias e substituído por Dr. Salustiano F. Morais Rego, outro Caxiense. O periódico O Paiz (MA). n.9.p.2(7)  traz uma biografia do falecido. Foi Sócio fundador do Instituto Literário Maranhense em 1864[Diário do RJ.n.99]. Integrou uma delegação de advogados composta por ele, Hermenegildo da Costa Nunes e o Juiz da Comarca de Caxias  Antônio Manoel Ribeiro Júnior), para negociar a rendição de Caxias imposta pelos balaios em 1839 e depois esta mesma delegação, transformou-se em Comissão para negociar com Governador da Província. 
Identificamos -se os seguintes filhos do Dr. Francisco de Vilhena:
Álvaro (Engenheiro Civil pela Escola Politécnica do RJ (1883), Diretor dos Telégrafos, morreu em 1904 no RJ e está enterrado no cemitério de São João Batista; 
Francisco de Melo Coutinho de Vilhena Júnior (Iniciou curso de Medicina na faculdade da Bahia em 1874 e concluiu no RJ); e
Rosa(8)  de Vilhena Almeida casada com o Conselheiro do Império Antônio de Almei8da e Oliveira. Este nasceu em 1843, no termo de Codó, na província do Maranhão, Bacharel em Direito pela Faculdade de Recife (1866) e trabalhou com sogro em São Luiz depois fez banca em Belém onde passou a residir.
Outros Melo Coutinho de Vilhena como:
-Pedro de Melo Coutinho de Vilhena (teve um filho de nome Ivo de Melo Coutinho de Vilhena;
-Benício de Melo C. Vilhena, morre em São Luiz em 26-03-1916 com 72ª [Pacotilha[MA]. n.74].
Considerando os apontamentos ora acrescidos e os já existes relativos ao tema ”Um Fidalgo Português no Maranhão Colonial“, faço o seguinte questionamento para reflexão:
1º - quanto se infere ser o pai de Antônio e os Drs. Fernando e Francisco de Melo Coutinho de Vilhena ser o Dez. Henrique de Melo Coutinho de Vilhena Alvelos que teria nascido em Portugal, possivelmente na década de 1760, e apesar de não se ter registro de sua passagem como magistrado pela Vila de Caxias durante sua estada no Maranhão (1798-1802) ou posterior a ela para deixar esta descendência em Caxias, há registros  de outros Melo Coutinho de Vilhena, como Pedro e Diego, assim interrogo?
1-Pelos motivos alegados no item anterior, não seria plausível supor que  Henrique de Melo Coutinho de Vilhena seja primogênito  de mesmo nome do Ouvidor Geral do Maranhão, como antigamente se fazia e portanto  pai Antônio, Fernando e Francisco; 
2- Pedro e Diego que aparecem como militares em 1827, são irmãos ou primos de Antônio, Fernando e Francisco?

REFERÊNCIAS

1. Torre do Tombo, PT/TT/RGM/E/001/0025/103504): https://digitarq.arquivos.pt/details?id=8316121.
2.Torre Tombo, PT/TT/MR/EXP/051/0108/00033): https://digitarq.arquivos.pt/details?id=7898090.
3. Arquivo Militar de Portugal: PT/AHM/DIV/1/13/24/05: https://ahm-exercito.defesa.gov.pt/details?id=176445&detailsType=Description.
4. [Amigo do Homem (RJ). n.23]: http://memoria.bn.br/DocReader/749966/138.
5. O Farol de Caxias.n.192 de 08 de setembro de 1855: Http://casas.cultura.ma.gov.br/portal/sgc/modulos/sgc_bpbl/acervo_digital/arq_ad/20160222122506.pdf
6. Bacharéis pela Faculdade de Direito de Recife de 1832 -1862: http://memoria.bn.br/DocReader/821233/70
7. http://memoria.bn.br/DocReader/704369/3218
8. Família Vilhena. Arquivo Nacional (RJ). Cód. BR RJANRIO PX. Reúne documentos de Henrique de Melo Coutinho de Vilhena. https://dibrarq.arquivonacional.gov.br/index.php/6fw6-s5z6-8t23
Atenciosamente, Gilmar Pereira Silva, Caxias-MA
Contato: e-mail: gilpsilva2006@gmail.com
Francisco de Melo Coutinho de Vilhena (1816 — 1880) foi um político brasileiro.
Foi 4º vice-presidente da província do Maranhão, exercendo a presidência interina de 11 a 21 de novembro de 1878.